# Tyczek
Tyczek al. Tyczki – wieś kurpiowska w Polsce położona w województwie mazowieckim, w powiecie ostrołęckim, w gminie Łyse.
Administracyjnie wieś jest sołectwem.
| SIMC    | Nazwa        | Rodzaj    |
| ------- | ------------ | --------- |
| 0513930 | Tyczek-Nosek | część wsi |

## Historia
Wieś na pewno istniała przed 1802 rokiem, kiedy to rozróżniano Tyczek Duży i Tyczek Noski. Wśród mieszkańców było wtedy 6 rolników, chałupnik i karczmarz, a do 1819 roku doszło kolejnych 8 chałupników. Łącznie wieś liczyła wtedy 97 mieszkańców, w tym 7 wyznania mojżeszowego. W 1827 roku Tyczki liczyły 98 mieszkańców w 15 domostwach. Wieś wchodziła w skład dóbr starostwa kolneńskiego.
W latach 1921–1939 wieś leżała w województwie białostockim, w powiecie kolneńskim (od 1932 w powiecie ostrołęckim), w gminie Łyse.
Według Powszechnego Spisu Ludności z 1921 roku zamieszkiwało tu 106 osób w 19 budynkach mieszkalnych. Miejscowość należała do parafii rzymskokatolickiej w m. Łyse. Podlegała pod Sąd Grodzki w Kolnie i Okręgowy w Łomży; właściwy urząd pocztowy mieścił się w m. Łyse.
W wyniku agresji Niemiec we wrześniu 1939, miejscowość została przyłączona do III Rzeszy i znalazła się w strukturach Landkreis Scharfenwiese (ostrołęcki) w rejencji ciechanowskiej (Regierungsbezirk Zichenau) Prus Wschodnich.
W latach 1975–1998 wieś administracyjnie należała do województwa ostrołęckiego.

## Demografia
- 1819 − 97[6]
- 1827 − 98[6]
- 1921 − 106[9]
- 2018 − 118[11]
- 2021 − 103[12]

## Religia
Wierni kościoła rzymskokatolickiego należą do parafii Chrystusa Króla Wszechświata w Łysych.